# 博爾頓鎮區 (堪薩斯州考利縣)
博爾頓鎮區（英語：Bolton Township）為美國堪薩斯州考利縣轄下的鎮區。2010年美国人口普查中該鎮區人口有1,705人。

## 地理
博爾頓鎮區涵蓋面積138.57平方（53.50平方英里），境內無城市。

### 墓園
根據美國地質調查局的資料，此鎮區擁有2座墓園：
- 霍普墓園（Hope Cemetery）
- 斯普林賽德墓園（Springside Cemetery）

### 溪流
通過此鎮區的溪流有：
- 內格羅溪（Negro Creek）
- 斯普林溪（Spring Creek）

### 機場
- 海恩斯起落跑道（Haines Landing Field）

## 人口統計
根據2010年美國人口普查，博爾頓鎮區人口有1,705人，住房732戶，人口密度為12.3人/每平方公里。此鎮區居民之種族中，白人佔90.03%，非裔美國人佔0.59%，美洲原住民佔2.64%，亞裔美國人佔0.18%，太平洋島裔美國人佔0%，其他種族佔3.11%，混血種族則佔3.46%。而西班牙裔或拉丁裔美國人佔此鎮區人口的7.74%。

## 外部連結
- City-Data.com （页面存档备份，存于）